# Werner Hoerschelmann

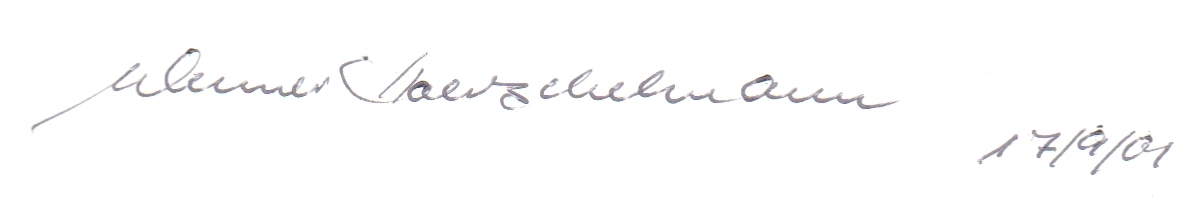
Signatur Werner Hoerschelmann

Werner Konstantin von Hoerschelmann (* 29. Mai 1938 in Nõmme, heute Stadtteil von Tallinn, Estland; † 28. März 2022) war ein deutscher evangelisch-lutherischer Geistlicher und Sachbuchautor.

## Leben
1939 siedelte die deutschbaltische Familie als Folge des Deutsch-Sowjetischen Grenz- und Freundschaftsvertrags in den Warthegau (heute Polen) um. 1945 flohen sie nach Niedersachsen und siedelten 1951 nach Baden-Württemberg um. Hoerschelmanns Vater, der Pfarrer Gotthard Hoerschelmann (1903–1976), kehrte erst 1955 aus sowjetischer Kriegsgefangenschaft zurück. Daraufhin zogen sie 1956 nach Ostholstein.
Hoerschelmann studierte in Kiel, Hamburg und Göttingen evangelische Theologie und wurde 1976 in Erlangen mit einer Arbeit über Christliche Gurus zum Dr. theol. promoviert.
Er war verheiratet mit der Kirchenmusikerin Sünje Hoerschelmann geb. Hansen und hatte drei Kinder.

## Berufsleben
Nach dem Vikariat und der Ordination in Kiel war er als Assistent des Ausbildungs- und Ökumenedezernenten im Kirchenamt der Evangelisch-Lutherischen Landeskirche Schleswig-Holstein in Kiel tätig. Danach arbeitete er als Pastor der deutschsprachigen Gemeinden in Südindien und Dozent am United Theological College in Bangalore. Schließlich wurde er Leiter der Abteilung „Afrika südlich der Sahara“ im Kirchlichen Außenamt der EKD in Frankfurt am Main.
Als Hauptpastor an der Hauptkirche St. Petri in Hamburg von 1982 bis 1998 und ab 1992 zugleich Propst des Bezirkes Mitte des Kirchenkreises Alt-Hamburg hatte er gleichzeitig einen Lehrauftrag im Fachbereich Evangelische Theologie der Universität Hamburg, war Vorsitzender der Arbeitsgemeinschaft Christlicher Kirchen (ACK) in Hamburg und 1994 Wahlbeobachter in Südafrika.
Er war Vorsitzender des Vorstandes der Kindernothilfe e. V. und Stiftung mit Sitz in Duisburg.
Nachdem er 2003 in den Ruhestand gegangen war, nahm er den russischen Adelstitel der Familie wieder an (von Hoerschelmann) und lebte seitdem in Basedow bei Lauenburg/Elbe.
Er veröffentlichte mehrere Publikationen und hielt Vorträge zu den Themen Afrika, Asien, Entwicklungszusammenarbeit, religiöser Dialog und Kirche in der Großstadt.

## Veröffentlichungen
- Christliche Gurus. Darstellung von Selbstverständnis und Funktion indigenen Christseins durch unabhängige, charismatisch geführte Gruppen in Südindien, mit einem Vorwort von Lesslie Newbigin, Lang, Frankfurt/M. 1977, ISBN 3-261-02293-0
  - Christian Gurus Chennai (Madras), 1998
- Was geht die evangelischen Christen in Deutschland die Südafrikafrage an? Lembeck, Frankfurt/M. 1978 ISBN 3-87476-123-1
- Das Netz ist zerrissen, und wir sind frei. Predigten an der Hauptkirche St. Petri, Hamburg E.B.-Verlag, Hamburg 1997 ISBN 3-930826-34-8

Dazu diverse Aufsätze, insbesondere zur Lage im südlichen Afrika und zu Fragen der Entwicklungszusammenarbeit